# 캔들스틱 파크

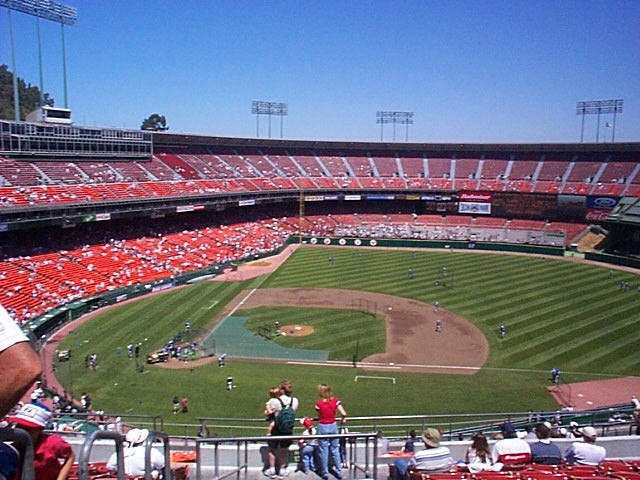
야구 경기 모습

캔들스틱 파크(Candlestick Park)는 미국 캘리포니아주 샌프란시스코에 있는 경기장이다. 과거 MLB 샌프란시스코 자이언츠와 NFL 샌프란시스코 포티나이너스, 오클랜드 레이더스의 홈구장으로 사용했는데 바람이 세기로 유명한 야구장으로는 최악의 기후 조건을 갖췄으며 이 때문에 샌프란시스코 자이언츠가 1992년 시즌 뒤 세인트피터즈버그로 연고지 이전 계획이었으나 무산됐다.

## 역사
1960년 4월 12일 샌프란시스코만 서쪽 연안의 샌프란시스코 제임스타운 애비뉴에 당시로서는 파격적이자 최고액인 1,500만 달러의 공사비가 소요된 캔들스틱 스타디움이 개장됐다. 수용인원만 해도 7만 명이 넘는 거대한 구장으로 자리한 캔들스틱 스타디움은 애초에 메이저리그 프로야구팀인 샌프란시스코 자이언츠의 구장으로 1958년 처음 공사를 시작한 후 2년 남짓의 공사기간을 거쳐 완공된 것이다.
캔들스틱이란 개장 당시의 이름은 샌프란시스코만에 있는 캔들스틱곶(Candlestick Point)을 따라 캔들스틱 스타디움이라고 명명하기 시작하였다. 이후 1995년 3Com사의 지분 참여 이후 명명권 계약에 따라 1995~2002년 3콤파크 앳 캔들스틱 포인트(3Com Park at Candlestick Point), 2002~2004년 샌프란시스코 스타디움 앳 캔들스틱 포인트(San Francisco Stadium at Candlestick Point), 2004~2008년 ‘몬스터 파크(Monster Park)로 구장 명칭의 변천사가 진행되었으며, 2008년 현재의 캔들스틱 파크라는 이름으로 다시 바뀌었다.